# Cosmardia moritzella
Cosmardia moritzella — вид лускокрилих комах з родини виїмчастокрилі молі (Gelechiidae).

## Поширення
Вид поширений в Європі від Португалії та схід до Уральських гір, Алтайських гір та південно-західного Сибіру.

## Опис
Розмах крил 13-14 мм.

## Спосіб життя
Личинки живляться на смілці широколистій (Silene latifolia) і смілці червоній (Silene dioica).